# Antoni Baró i Armengol
Antoni Baró i Armengol (Tarragona, Tarragonès, 26 de juliol de 1931 - Barcelona, Barcelonès, 11 de febrer de 2001), enterrat al cementiri de Vilassar de Dalt, fou un advocat i dirigent esportiu català. Va ser president del Reial Club Deportiu Espanyol de Barcelona entre 1982 i 1989, i de la Lliga del Futbol Professional (LFP) de 1984 fins a la seva mort, el 2001.

## Biografia
Antoni Baró es va llicenciar en dret per la Universitat de Barcelona. El 1959 va fundar a Barcelona el seu propi despatx, el Bufet Baró Armengol, especialitzat en l'àmbit mercantil.
El seu vincle amb el RCD Espanyol va començar als 25 anys, quan es va donar d'alta com a soci. El 1972, de la mà de Manuel Meler, va entrar a la directiva del club periquito. El 1973 va ser nomenat tresorer i, sis anys més tard, vicepresident del club.

## President de l'Espanyol
El 4 de juny de 1982 va accedir a la presidència de l'Espanyol. Un dels majors assoliments del seu mandat, que va durar set anys, va ser augmentar la força social del club, que va doblar el nombre de socis, arribant als 20.000.
En l'àmbit esportiu, el seu mandat va estar lligat a un entrenador, Javier Clemente, a qui va fitxar el 1986 i amb el qual l'unia una estreta amistat. Clemente, que venia de guanyar dues Lligues i una Copa amb l'Athletic Club, va aconseguir algunes de les cotes més altes assolides fins llavors pel club blanc i blau. En el seu primer any, la temporada 1986/87, l'Espanyol va finalitzar la lliga en tercera posició, igualant la millor classificació de la seva història. La següent campanya els periquitos es van quedar a les portes de conquerir la Copa de la UEFA, perdent la final davant el Bayer Leverkusen en el desempat per penals.
L'inesperat desastre de Leverkusen va deixar una profunda empremta en l'equip, que la següent temporada no va poder aixecar el cap. Encara que els mals resultats van portar en Baró a cessar en Clemente, l'equip no va poder evitar el descens a Segona Divisió.
Després consumar-se la pèrdua de categoria i amb la temporada 1987/88 encara sense concloure, el 3 de juliol de 1989 Antoni Baró va anunciar la seva dimissió com a president, quan encara li quedava un any de mandat, amb els següents arguments:
| « | Fa temps que la meva figura com a president s'ha posat en dubte i he arribat a la conclusió que he perdut la confiança del soci (...) Crec que és injust que marxi en aquestes circumstàncies -no vaig dimitir precisament després de la final de la Copa de la UEFA perquè la vam perdre-, però, si no em volen, me n'he d'anar, encara que no m'agradi. | » |

Baró va ser succeït en el càrrec, de forma interina, pel fins llavors vicepresident, Ferran Martorell, que va ser l'encarregat de convocar eleccions.

## Altres activitats en el món del futbol
Tot i abandonar l'Espanyol, Baró no es va desvincular del món del futbol. Des de principis dels anys 1980 havia estat un dels impulsors de la Lliga Nacional de Futbol Professional (LFP), fundada el 1983. Vocal de l'organisme des dels seus inicis, l'11 de desembre de 1984 va accedir-ne a la presidència després de la dimissió de Manuel Vega Arango. Va ocupar el lloc durant més de 16 anys, fins que va morir el 2001, renovant el càrrec sense necessitat de passar per les urnes, en no existir mai candidatures opositores. Només va haver de superar una moció de censura, impulsada el 1996 pel president de l'Atlètic de Madrid, Jesús Gil. Durant aquest temps va ser també vicepresident de la Reial Federació Espanyola de Futbol.
Sota el seu mandat a la LFP, el negoci del futbol a Espanya va viure una important transformació, amb noves vies d'explotació per als clubs (travesses, drets televisius, etc.) I, sobretot, pel pla de sanejament econòmic que va suposar la reconversió d'aquestes entitats en societats anònimes esportives.
En Baró havia estat reelegit el 1997 per a un mandat de quatre anys més, que no va poder completar plenament. Tot i patir una llarga malaltia, es va mantenir en el càrrec fins que va morir, l'11 de febrer de 2001.